# Hazai Kálmán
Hazai Kálmán, eredetileg Henszelman (Marosvásárhely, 1913. július 17. – Koppenhága, 1996. december 21.) olimpiai bajnok vízilabdázó, úszó.

## Életpályája
Henszelman (Hazai) Kálmán anyai ágon Erkel Ferenc dédunokája. 1926-tól az MTK, 1940-től a BSE úszója és vízilabdázója volt. 
1930-ban 100 gyorson, 1931-ben 300 m vegyesen volt ifjúsági magyar bajnok. 1934-ben 100 méteres hátúszásban tagja volt a magdeburgi Európa-bajnokságon részt vevő magyar úszóválogatottnak, de helyezettlenül végzett. Ebben az évben magyar bajnoki címet szerzett vegyesúszásban. 1935-ben ebben a számban ismét első volt a magyar bajnokságon, de az akkori szabályok szintidőhöz kötötték a bajnoki címet. Ezt nem tudta teljesíteni, így nem mondhatta magát bajnoknak sem.
Nemzetközi szinten is jelentős sikereket vízilabdában ért el. 1935-ben és 1937-ben főiskolai világbajnokságot nyert. Az 1936. évi nyári olimpiai játékokon tagja volt az olimpiai bajnoki címet nyert csapatnak. 1937-ben és 1939-ben Európa kupát nyert. 1938-ban kéztörése miatt kimaradt az Eb-n induló csapatból. 1940-ben szerezte egyetlen magyar bajnoki címét vízilabdában. 1934 és 1942 között negyvenszer szerepelt a magyar válogatottban.
1946-tól Svédországban, majd 1960-tól Dániában élt, nyugdíjba vonulásáig úszó- és vízilabda-edzőként dolgozott.

## Sporteredményei

### Vízilabdában
- olimpiai bajnok (1936)
- Európa-kupa győztes (1937)
- kétszeres főiskolai világbajnok (1935, 1937)
- magyar bajnokság
  - bajnok (1940)
  - második (1938, 1939, 1942)
  - harmadik (1933, 1941, 1944)

- Magyar kupa
  - győztes (1942)

### Úszásban
- magyar bajnokság 
  - bajnok 100–200–100 m vegyes váltó (1934)
  - második: 200 m hát (1934, 1935); folyamúszás csapat (1931, 1933, 1934, 1935); vegyes váltó (1933)
  - harmadik: 100 m hát (1934); 4 × 200 m gyors (1934); folyamúszás (1934)